# Technicien supérieur de l'aviation (civil)
En France, le recrutement et la formation des techniciens supérieurs de l'aviation civils (TSA civils) est assurée par l'École nationale de l'aviation civile.

## Recrutement
Le concours d'entrée dans le corps des TSA civils est ouvert aux titulaires d'un baccalauréat ou d'un diplôme équivalent. Cinq places environ sont proposées chaque année. À l'issue du recrutement, les élèves suivent une formation de deux ans au plus au sein de l'École nationale de l'aviation civile de Toulouse.

## Emploi
Les TSA civils peuvent occuper plusieurs types de postes au sein des aéroports, compagnies aériennes, sociétés d'assistance en escale parmi lesquels,:
- participer à des études opérationnelles,
- exploitation du domaine aéroportuaire  (utilisation  des  pistes  d’aéroports, conditions  d’exploitation  d’aéronefs),
- travailler  au  sein  d’un  service d’exploitation (élaboration des devis masse et centrage, préparation  des  vols, calcul  des  routes, de la quantité de carburant à embarquer pour réaliser les vols), ou encore d’un service  d’escale (traitement  des  passagers, du fret, etc.).

## Formation
En 2011, est initiée une réforme de la formation initiale des TSEEAC,.
Celle-ci s'intitulera désormais TSA pour "Technicien supérieur de l'aviation" et comprendra, à partir de 2011, deux cursus :
- formation TSA civils : admis soit par le concours externe TSA ou par un procédé de Validation des acquis de l'expérience (VAE), ceux-ci suivront une formation de deux ans sanctionné par le diplôme des TSA.
- TSA fonctionnaires : après admission au concours TSA, ceux-ci seront intégrés dès le début de leur formation dans le corps des TSA fonctionnaires, et suivront le tronc commun de 2 ans avec les non-fonctionnaires. À la fin de ces deux années, ils seront affectés dans les services de la DGAC et poursuivront une année supplémentaire de formation en alternance.

## Historique
- 2011 : la formation TSA civils est créée en complément de celle de TSEEAC existant depuis 1962.